# Gouvernement Chautemps III
Troisième République
Blum I Chautemps IV
Le troisième gouvernement Chautemps a duré du 22 juin 1937 au 14 janvier 1938.

## Composition
| Portefeuille | Titulaire | Titulaire           | Parti |
| --- | --------- | ------------------- | ----- |
| Président du Conseil                                                                                                   |           | Camille Chautemps   | PRRRS |
| Vice-président du Conseil                                                                                              |           | Léon Blum           | SFIO  |
| Ministres d'État |           |                     |       |
| Ministre d'État |           | Albert Sarraut      | PRRRS |
| Ministre d'État |           | Maurice Viollette   | USR   |
| Ministre d'État |           | Paul Faure          | SFIO  |
| Ministres |           |                     |       |
| Ministre de la Défense nationale et de la Guerre                                                                       |           | Édouard Daladier    | PRRRS |
| Ministre de la Justice                                                                                                 |           | Vincent Auriol      | SFIO  |
| Ministre de l'Intérieur                                                                                                |           | Marx Dormoy         | SFIO  |
| Ministre des Affaires étrangères                                                                                       |           | Yvon Delbos         | PRRRS |
| Ministre des Finances                                                                                                  |           | Georges Bonnet      | PRRRS |
| Ministre de la Marine                                                                                                  |           | César Campinchi     | PRRRS |
| Ministre de l'Air |           | Pierre Cot          | PRRRS |
| Ministre de l'Éducation nationale                                                                                      |           | Jean Zay            | PRRRS |
| Ministre des Travaux publics                                                                                           |           | Henri Queuille      | PRRRS |
| Ministre du Commerce                                                                                                   |           | Fernand Chapsal     | PRRRS |
| Ministre de l'Agriculture                                                                                              |           | Georges Monnet      | SFIO  |
| Ministre des Colonies                                                                                                  |           | Marius Moutet       | SFIO  |
| Ministre du Travail |           | André Février       | SFIO  |
| Ministre des Pensions                                                                                                  |           | Albert Rivière      | SFIO  |
| Ministre des Postes, Télégraphes et Téléphones                                                                         |           | Jean-Baptiste Lebas | SFIO  |
| Ministre de la Santé publique                                                                                          |           | Marc Rucart         | PRRRS |
| Sous-secrétaires d’État                                                                                                |           |                     |       |
| Sous-secrétaire d’État à la Présidence du Conseil                                                                      |           | William Bertrand    | PRRRS |
| Sous-secrétaire d’État à l'Intérieur                                                                                   |           | Raoul Aubaud        | PRRRS |
| Sous-secrétaire d'État aux Affaires étrangères                                                                         |           | François de Tessan  | PRRRS |
| Sous-secrétaire d’État aux Finances                                                                                    |           | René Brunet         | SFIO  |
| Sous-secrétaire d’État à l'Agriculture                                                                                 |           | André Liautey       | PRRRS |
| Sous-secrétaire d’État à la Marine de Guerre                                                                           |           | François Blancho    | SFIO  |
| Sous-secrétaire d’État à l'Éducation nationale chargé de l'Enseignement technique                                      |           | Alfred Jules-Julien | PRRRS |
| Sous-secrétaire d’État à la Marine marchande                                                                           |           | Henri Tasso         | SFIO  |
| Sous-secrétaire d'État aux Travaux publics                                                                             |           | Paul Ramadier       | USR   |
| Sous-secrétaire d’État à la Santé publique chargé de l'Organisation des Sports, des Loisirs et de l’Éducation physique |           | Léo Lagrange        | SFIO  |
| Sous-secrétaire d’État à l’Air                                                                                         |           | Henry Andraud       | USR   |
| Sous-secrétaire d’État au Commerce                                                                                     |           | Max Hymans          | USR   |
| Sous-secrétaire d’État aux Colonies                                                                                    |           | Gaston Monnerville  | PRRRS |
| Sous-secrétaire d’État au Travail                                                                                      |           | Philippe Serre      | JR    |